# رزویل چیس (نیو ساوت ولز)
رزویل چیس (به انگلیسی: Roseville Chase) یک حومه شهر در استرالیا است که در نیو ساوت ولز واقع شده‌است.